# Мескирх
Мескирх (њем. Meßkirch) град је у њемачкој савезној држави Баден-Виртемберг. Једно је од 25 општинских средишта округа Зигмаринген. Према процјени из 2010. у граду је живјело 8.408 становника. Посједује регионалну шифру (AGS) 8437078.

## Географски и демографски подаци
Мескирх се налази у савезној држави Баден-Виртемберг у округу Зигмаринген. Град се налази на надморској висини од 616 метара. Површина општине износи 76,2 km². У самом граду је, према процјени из 2010. године, живјело 8.408 становника. Просјечна густина становништва износи 110 становника/km².

## Међународна сарадња
| Мјесто | Држава    | Врста сарадње | Од    |
| ------ | --------- | ------------- | ----- |
| Уноке  | Јапан     | партнерство   | 1985. |
|        | Француска | партнерство   | 1982. |
| Извор  |           |               |       |